# Juan de Oñate
Juan de Oñate y Salazar (Pánuco, Reino de Nueva Galicia, 1550-Guadalcanal, España, 3 de junio de 1626) fue un explorador y conquistador novohispano, recordado por liderar la exploración y conquista del Reino de Nuevo México, por la cual recibió el título de adelantado, así como los cargos de gobernador y capitán general de dicho territorio. Asimismo exploró las Grandes Llanuras y el río Colorado. Su exitosa campaña de exploración se vio ensombrecida por las acusaciones criminales que culminarían con el despojo de sus cargos y títulos. Sus hazañas fueron recopiladas por Gaspar Pérez de Villagrá en su "Historia de Nuevo México" (publicada en 1610).

## Origen

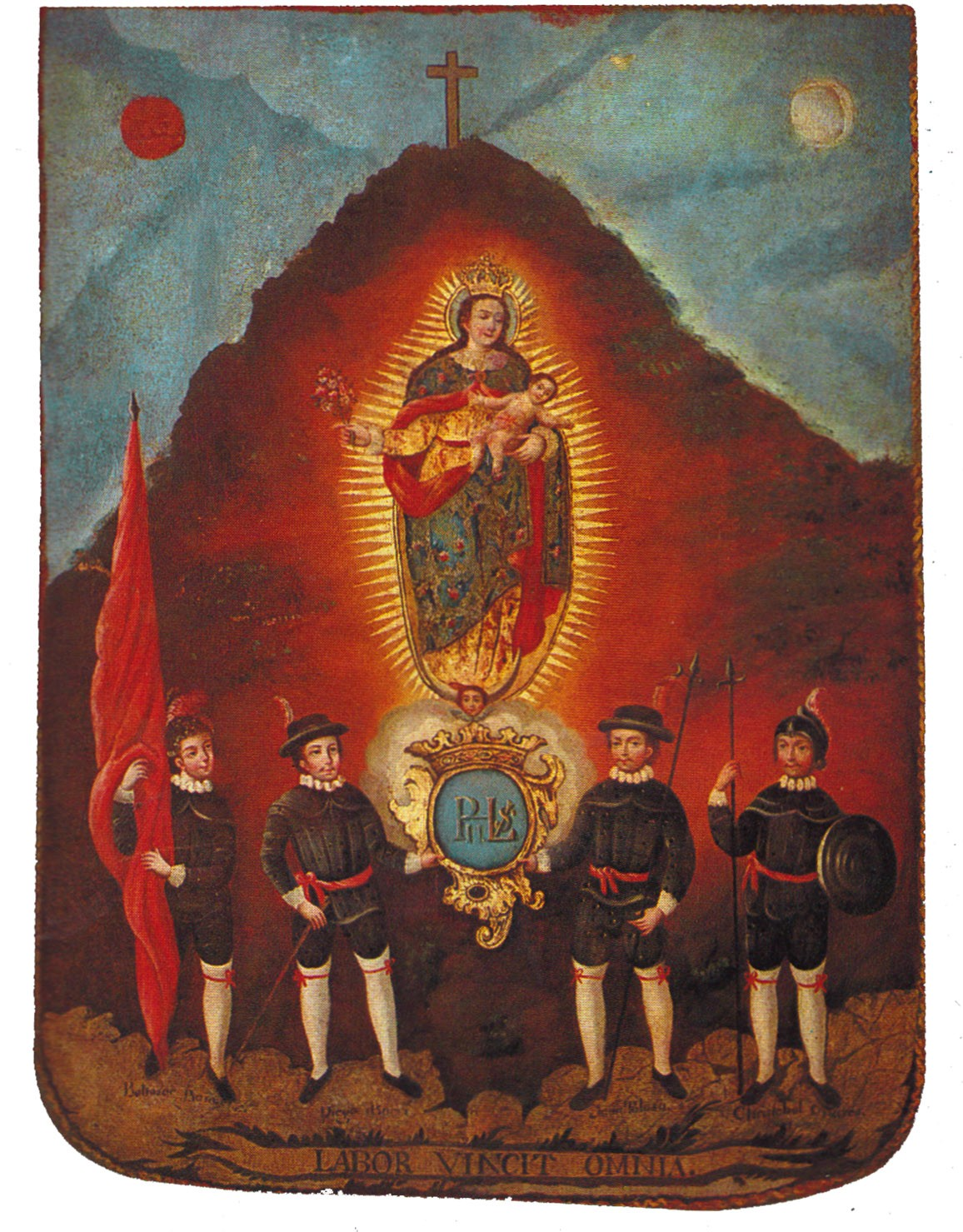
Escudo de la ciudad de Zacatecas concedido por el rey Felipe II, representando a sus cuatro fundadores, Cristóbal de Oñate, Baltasar Temiño de Velasco, Juan de Tolosa y Diego de Ibarra.

Juan de Oñate nació en torno a 1550 en el real de minas de Pánuco, Zacatecas, Reino de la Nueva Galicia. Perteneció por nacimiento a una de las familias más poderosas del virreinato novohispano, siendo uno de los cuatro hijos del capitán Cristóbal de Oñate, conquistador y teniente de gobernador de la Nueva Galicia, fundador de Guadalajara, Zacatecas, San Luis Potosí, entre otras, y de Catalina de Salazar y de la Cadena: 30 (a su vez hija de Gonzalo de Salazar, cogobernador de la Nueva España, y de Catalina de la Cadena, hermana de Antonio de la Cadena y de Luis de la Cadena). Fue medio-hermano de Ruy Díaz de Mendoza, tesorero de la Nueva España, veinticuatro de Granada, y caballero de la Orden de Santiago, al igual que el propio Oñate. Según el nobiliarista Alonso López de Haro, los Oñate novohispanos pertenecieron por varonía a la Ilustre Casa de Haro, señores de Vizcaya, a través de una rama secundaria vinculada al señorío de La Guardia.

## Primeros años
Desde muy joven tomó la carrera de las armas y encabezó campañas militares contra los chichimecas que habitaban la meseta norseptentrional del continente americano, opuestos a la colonización española. Entre campaña y campaña se dio tiempo para prospectar en busca de "placeres" (minas) de plata. Asimismo, en 1592 fue nombrado primer alcalde de San Luis Potosí, ciudad en cuya fundación participó junto a su padre.
Contrajo nupcias con Isabel de Tolosa Cortés de Moctezuma, hija de Juan de Tolosa, cofundador de Zacatecas, y de su esposa Leonor Cortés Moctezuma, hija natural de Hernán Cortés y de Isabel Tecuichpo Moctezuma (hija del emperador Moctezuma Xocoyotzin y Tezalco Tecuichpo). Tuvieron dos hijos, Juan de Oñate Cortés (1580) y María de Oñate Cortés (1582).

## Expediciones de Oñate

### Conquista de Nuevo México

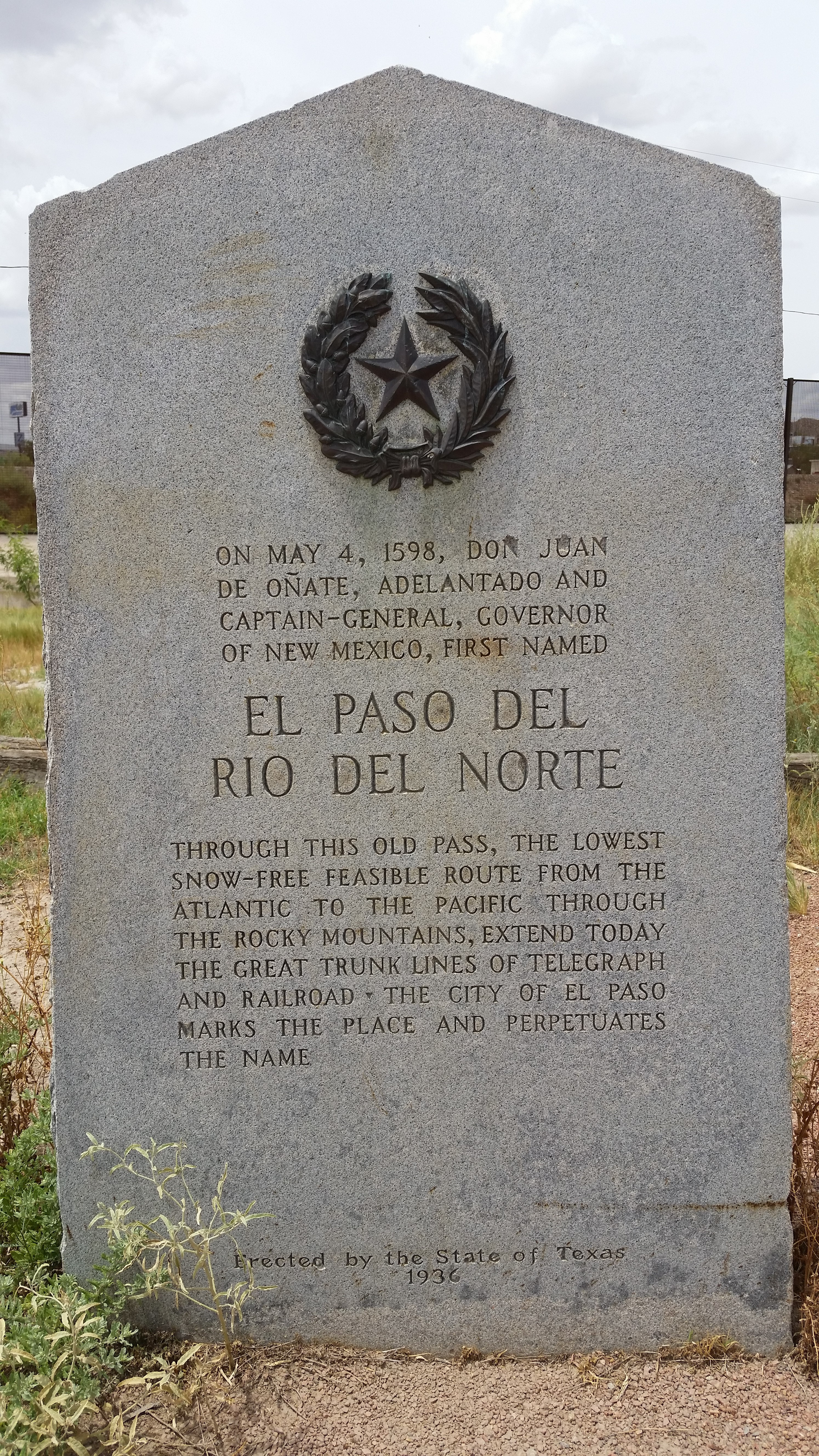
Marcador de El Paso del Río Grande explorado por Oñate

Fue quizás la destacada posición de su familia, posiblemente la más acaudalada del virreinato novohispano, así como sus importantes relaciones en la corte lo que permitió que el 21 de septiembre de 1595, el rey Felipe II, concediera a Juan de Oñate una capitulación para establecer la conquista y colonización de los territorios pertenecientes a la Gran Chichimeca al norte del río Grande (los actuales estados de Nuevo México y Texas, en los Estados Unidos), tras los numerosos y fracasados intentos por controlar la región. Las capitulaciones establecían las condiciones en las que se llevaría a cabo la conquista, así como los beneficios que Oñate recibiría a cambio, entre los que se encontraban el título de Adelantado de Nuevo México, así como el de gobernador y capitán general del territorio conquistado. A Oñate, se unieron numerosas familias tanto indígenas como españolas y mestizas, especialmente provenientes de Zacatecas y Ciudad de México, que confiaban en el proyecto de Oñate. Incluso algunas figuras de renombre, como Vicente de Zaldívar y Oñate, primo-hermanos del propio Oñate, casado con su media-hermana Magdalena de Mendoza y Salazar, o el capitán Alonso de Sosa Albornoz, que se unieron en calidad de capitanes-inversionistas, llevando consigo sus caudales y familias. Tras una serie de demoras, la expedición partió a comienzos de 1598. El 30 de abril la avanzada cruzó el río Grande y, el día 4 de mayo, vadearon el río en lo que se llamó El Paso del Norte (actuales El Paso y Ciudad Juárez). A finales de mayo tomaron sus primeros contactos con los habitantes de la zona.

#### Fundación de la colonia Pueblo de San Juan
Ese verano la partida continuó remontando el valle del río Grande hasta alcanzar el norte del actual estado de Nuevo México, donde acampó entre los indios pueblo. En julio la expedición estableció su primer asentamiento en Pueblo de San Juan, que él bautizó como San Juan de los Caballeros, en la confluencia entre los ríos Grande y Chama, desalojando a los antiguos pobladores y tras haber extendido el camino real en casi 1000 km. En tanto llegaba el resto de la caravana, Oñate exploró las áreas vecinas para consolidar la posición del asentamiento entre los asentamientos de los hopi y los zuñi, e inició la construcción de un templo dedicado a San Francisco y la correspondiente misión (primer templo cristiano construido en los actuales Estados Unidos; en los siguientes 25 años serían edificadas 50 iglesias en el hoy estado de Nuevo México).

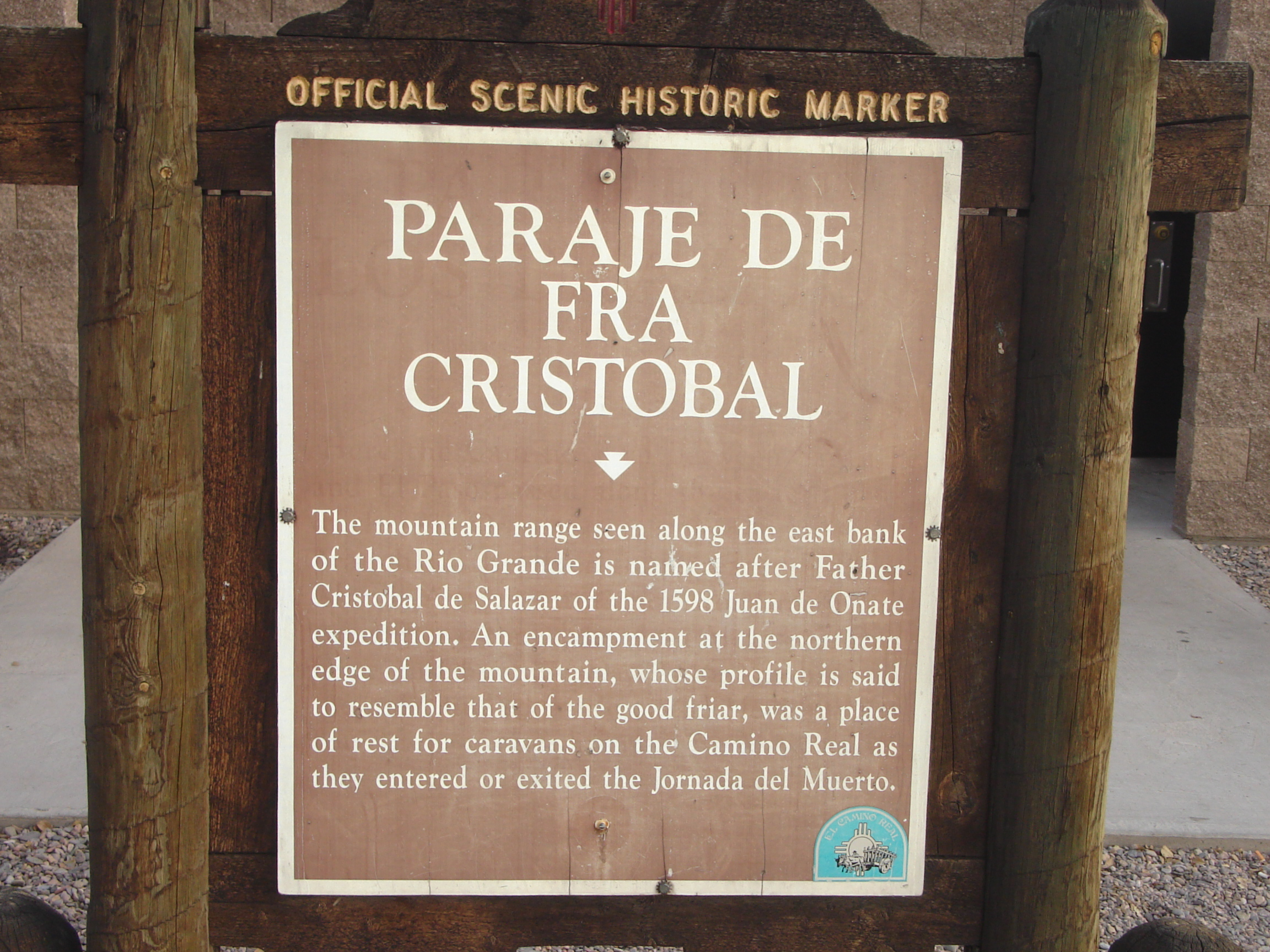
Marcador oficial del Paraje de Fray Cristóbal de Salazar, miembro de la expedición de Oñate

Las estrategias bélicas de Oñate, así como la falta de promesas cumplidas sobre las riquezas encontradas, provocaron las primeras actitudes rebeldes de sus acompañantes, las cuales Oñate castigó con mano dura. Algunos de los colonos exploraron hacia el este, más allá del pueblo de Pecos, en dirección a la actual frontera entre Nuevo México y Texas en busca de búfalos. Es probable que alcanzaran el nacimiento del río Magdalena o Buenaventura (actualmente río Canadian), que se encuentra a unos 40 km al noroeste de la actual ciudad de Amarillo (Texas).

#### Rebelión y masacre de Acoma
La campaña de Oñate llegó rápidamente hasta Acoma, donde inicialmente se intentaron establecer alianzas, entablando asimismo negociaciones con los pueblos hopi y zuñi, establecidos al oeste de Acoma. Durante ese periodo, una parte de su compañía llegó a las montañas de San Francisco, en Arizona, encontrando plata y otros minerales, sin embargo, Oñate se vio obligado a regresar a Acoma al recibir noticia de que la alianza se había deshecho y que once personas de su compañía habían muerto por resultado de las confrontaciones.
En octubre de 1598, comenzó una escaramuza cuando los soldados españoles ocupantes de Oñate pidieron suministros a la tribu acoma, exigiéndoles cosas esenciales para que los acoma sobreviviesen al invierno. Los acoma se resistieron y mataron a trece españoles, entre ellos, a Juan de Zaldívar y Oñate, primo hermano de Juan de Oñate. En 1599, Vicente de Zaldívar y Oñate, hermano de Juan, lideró una escaramuza que culminó en la masacre de alrededor de ochocientas personas, incluidas mujeres, niños y ancianos, tomando presos a unas quinientas personas condenadas a trabajos forzados. Por órdenes de Oñate los guerreros acoma supervivientes fueron condenados a la amputación de su pie izquierdo (entre 24 a 80, según las distintas versiones).: 145 

### Expedición a las Grandes Llanuras y la búsqueda de Quivira (1601)

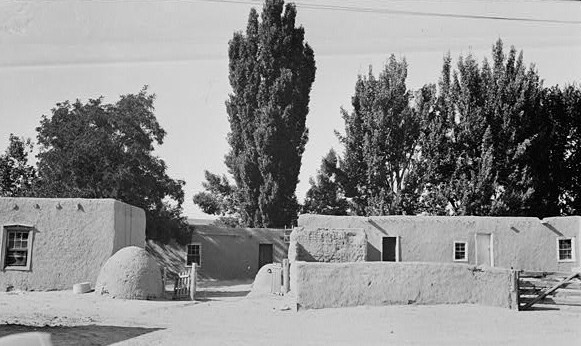
San Gabriel del Yunque (1598)

Partieron más expediciones en busca de minerales preciosos con la intención de llevar prosperidad a la colonia, y a finales del año 1600 la colonia fue reforzada. Sin embargo, una serie de dificultades, que incluían el frío invierno y la escasez de alimentos, continuaron.
El 23 de junio de 1601, Oñate, guiado por Jusepe, el único sobreviviente de la expedición Umana y Leyba, partió al frente de una gran expedición a la región de las Grandes Llanuras en busca de la mítica Quivira para conseguir riquezas y una salida al mar. Llevaba 130 soldados españoles y 12 sacerdotes franciscanos, 130 indígenas, así como otros soldados y sirvientes, y 350 caballos y mulas. Oñate viajó hacia el este a través de las llanuras de Nuevo México. Como ya le había pasado a Francisco Vázquez de Coronado, en 1540, se encontró con apaches en lo que hoy es Panhandle de Texas. Procedió después hacia el este, siguiendo el valle del río Magdalena (el río Canadian), en el actual estado de Oklahoma. Dejando el río atrás en una zona arenosa donde sus carretas de bueyes ya no podían pasar, fue campo a través, volviéndose la región cada vez más verde, con más agua y arboledas de nogales y robles.: 250–267 
Jusepe probablemente llevó a Oñate por la misma ruta que había tomado con Umana y Leyva seis años antes. Encontraron un campamento de nativos a los que Oñate llamó escanjaques. Estimó su población en más de 5000 personas que vivían en 600 casas redondas,: 257  de unos 27 m de diámetro y cubiertas con pieles de bisonte (o, lo que es sinónimo: cíbolo) curtidas. Eran cazadores, de acuerdo con Oñate, que dependían de los bisontes para su subsistencia y que no plantaban cultivos.
Los escanjaques dijeron a Oñate que un gran asentamiento de sus enemigos, los indios rayados (por las pinturas o tatuajes), se encontraba a unos veinte kilómetros de distancia, en una región cuya principal ciudad era Etzanoa (prácticamente en la actual Arkansas City, Kansas). Por lo tanto, parece posible que los escanjaques se hubieran reunido en gran número, ya fuese por temor a los rayados o para llevar a cabo una guerra contra ellos. Trataron de conseguir la ayuda de los españoles y sus armas de fuego, alegando que los rayados eran los responsables de la muerte de Humana y Leyva unos años antes.

Pueblo de Acoma

Los escanjaques guiaron a Oñate a un gran río a pocos kilómetros de distancia y se convirtió en el primer europeo en describir la pradera de pastos altos. Habló de una tierra fértil, mucho mejor que la que habían atravesado antes, y de que el pasto era «tan bueno que en muchos lugares el pasto era lo suficientemente alto como para ocultar un caballo».: 253  Probó el pasto y lo encontró de buen sabor, semejante a una fruta que sabía como la papaya.
Cerca del río, Oñate, los españoles, y sus numerosos guías escanjaques vieron a tres o cuatro centenares de rayados en una colina. Los rayados avanzaron, arrojando tierra en el aire, una señal de que estaban listos para la guerra. Oñate rápidamente les indicó que no quería pelear e hizo la paz con este grupo de rayados, que resultó ser amable y generoso. A Oñate le gustaban más los rayados que los escanjaques. Estaban «unidos, pacíficos y establecidos» y mostraban respeto a su jefe, llamado Catarax, a quien Oñate detuvo como guía y como rehén, aunque tratándolo bien.
Caratax llevó a Oñate y los escanjaques al otro lado del río a un asentamiento en la orilla oriental, a una o dos millas del río. El asentamiento estaba abandonado y sus habitantes habían huido. Tenía unas 1200 casas, todas establecidas a lo largo de la orilla de otro río, de buen tamaño, que desembocaba en el grande [el río Arkansas]. Según lo describió, el asentamiento de los rayados parecía un asentamiento similar a los que había visto Coronado en Quivira sesenta años antes. El caserío disperso; las casas redondas, con techos de pasto, lo suficientemente grandes como para dormir diez personas en cada una, y rodeadas de graneros grandes para almacenar el maíz, frijol y calabaza que crecían en sus campos. Oñate evitó con dificultad que los escanjaques saqueasen la ciudad y los mandó de regreso a su campamento.
El día siguiente, Oñate, sus españoles y los indígenas que le acompañaban desde Nuevo México procedieron adelante otros ocho kilómetros, cruzando a través de un territorio densamente poblado, aunque sin ver muchos rayados. En ese punto, los españoles decidieron no continuar. Obviamente, había muchos rayados cerca y los españoles fueron advertidos de que los rayados reunían un ejército. La discreción parecía mejor que el valor. Oñate calculó que serían necesarios al menos 300 soldados españoles para hacer frente a los rayados, y se volvió con sus soldados para regresar a Nuevo México.
Oñate se había preocupado porque lo atacasen los rayados pero, en cambio, fueron los escanjaques los que le atacaron cuando comenzaba el regreso. Oñate describió una batalla campal con 1500 escanjaques –probablemente una exageración– en la que muchos españoles fueron heridos y murieron muchos indios. Después de más de dos horas de lucha, Oñate se retiró del campo de batalla. El jefe de los rayados, Caratax, había sido liberado en un ataque sobre los españoles y Oñate liberó a varias mujeres cautivas, pero retuvo a varios muchachos, a petición de los sacerdotes españoles para que pudiesen ser instruidos en la fe católica. La causa del ataque pudo haber sido el secuestro de Oñate de mujeres y niños, aunque sólo se tiene la descripción española de la batalla y lo que ellos consideraron fueron los motivos que la causaron.: 264 
Oñate y sus hombres regresaron a Nuevo México, adonde llegaron el 24 de noviembre de 1601, sin incidentes de importancia, aunque volvían decepcionados al no haber encontrado riquezas. En tanto Oñate andaba en busca de riquezas fáciles las condiciones en la colonia de Nuevo México se deterioraban, la tierra era pobre, los nativos eran problemáticos y no habían encontrado ninguna mina que valiera la pena. Lentamente, la colonia comenzó a ser abandonada por los colonos, con excepción de los más devotos seguidores de Oñate.

### Expedición a la parte baja del río Colorado (1604-1605)

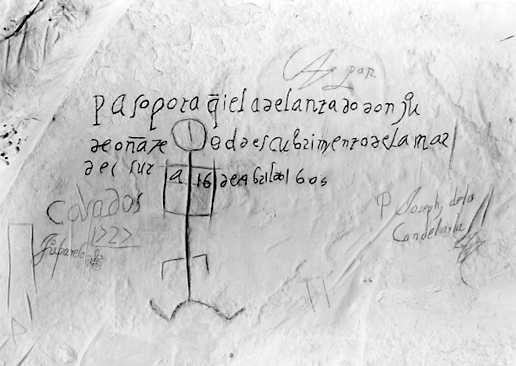
Inscripción realizada por la compañía de Oñate en el ahora Monumento Nacional del Morro en 1605

La última gran expedición de Oñate fue hacia el oeste, partiendo desde Nuevo México hasta alcanzar el valle inferior del río Colorado. La partida, de cerca de tres docenas de hombres, salió del valle del río Grande en octubre de 1604. Viajaron a través de las tribus zuñi, los pueblos hopi, y el río Bill Williams hasta alcanzar el valle del río Colorado; luego descendieron el valle del río hasta llegar a su desembocadura en el golfo de California en enero de 1605, antes de regresar por el mismo camino hacia Nuevo México. El evidente propósito de la expedición era encontrar un puerto por el que Nuevo México pudiese ser abastecido, como una alternativa a la laboriosa ruta por tierra que había que seguir desde la Nueva España.
La expedición a la parte baja del río Colorado fue importante ya que es la única incursión europea en esa región, de la que se tiene constancia, entre la expedición de Hernando de Alarcón y Melchor Díaz, en 1540, y la visita de Eusebio Francisco Kino a partir de 1701. Los exploradores no vieron evidencias del prehistórico lago Cahuilla, que debe haber surgido poco después en el Salton Sink. Pensaron equívocamente que el golfo de California continuaba indefinidamente hacia el noroeste, dando lugar a la creencia, que fue común en el siglo XVII, de que las Californias eran una isla.
Los grupos nativos que observaron que vivían en la parte baja del río Colorado, fueron, de norte a sur, los amacava (mojave), bahacecha (identificación incierta), osera (posiblemente hablantes Piman, en la confluencia del río Gila con el Colorado, en un lugar más tarde ocupado por los quechan), alebdoma (Halchidhoma; vistos por Oñate aguas abajo de la unión del Gila, pero posteriormente informó aguas arriba a partir de ahí, en la zona donde Oñate había encontrado a los bahacecha), coguana (kahwan), agalle y agalecquamaya (halyikwamai), y cocapa (cucapá). En cuanto a las áreas que los exploradores no habían observado directamente, dieron informes fantásticos sobre las razas de monstruos humanos y áreas que dijeron eran ricas en oro, plata y perlas.

### La ruta de Oñate en las Grandes Llanuras
El camino que siguió la expedición de Oñate y la identidad de los escanjaques y rayados son muy debatidos. La mayoría de las autoridades creen que su ruta le habría llevado a descender el río Canadian, desde Texas hasta Oklahoma, y luego a seguir campo a través hasta el Salt Fork, donde habría encontrado el campamento escanjaque. Finalmente seguiría hasta el río Arkansas y su afluente, el río Walnut, hasta alcanzar Arkansas City, Kansas, donde estaría el asentamiento rayado. Un punto de vista minoritario sería que el campamento escanjaque estaba en el río Ninnescah y que el pueblo rayado estaba en el sitio de la actual Wichita (Kansas). Hay evidencias arqueológicas a favor del sitio del río Walnut.
Los investigadores han especulado sobre si los escanjaques serían apaches, tonkawa, jumanos, quapaw, kaw u otras tribus. Lo más probable es que fuesen caddoanas y que hablasen un dialecto wichita. Se puede estar casi seguro de que los rayados sí eran wichitas Caddo. Sus casas de hierba, el modo disperso del asentamiento, un jefe llamado Catarax, un título wichita, la descripción de sus graneros, y su ubicación, todo está de acuerdo con la anterior descripción que hizo Coronado de los quiviranos. Sin embargo, probablemente no eran las mismas personas que Coronado había conocido. Coronado encontró Quivira 120 millas al norte de los rayados de Oñate. Los rayados hablaron de grandes asentamientos llamados Tancoa –tal vez el verdadero nombre de Quivira–, en esa zona hacia el norte. Por lo tanto, los rayados estaban relacionados cultural y lingüísticamente con los quiviranos pero no formaban parte de la misma entidad política. Los wichita en ese momento no estaban unificados, sino que eran más bien un gran número de tribus relacionadas, dispersas en la mayor parte de los actuales estados de Kansas y Oklahoma. Que los rayados y los escanjaques hablasen el mismo idioma, pero fueran sin embargo enemigos, no es inverosímil

## Juicio y condena
Quienes abandonaron la colonia de San Juan Pueblo regresaron a la Nueva España narrando las malas condiciones en que habían vivido y los abusos que habían visto, por lo que el gobierno español inició una averiguación sobre la situación en la colonia de Nuevo México y sobre el trato que Oñate daba a los indígenas. En el año de 1606, el rey Felipe III ordenó a Oñate acudir a la Ciudad de México para ser investigado y responder las acusaciones en su contra, por lo cual renunció a su empresa en 1607 por motivos financieros y las condiciones de la colonia. Sin embargo, permaneció en Nuevo México hasta establecer el pueblo de Santa Fe. Fue nombrado un nuevo gobernador y Oñate fue convocado nuevamente a la Ciudad de México en 1608. En mayo de 1610, Juan de Oñate sale hacia México con su hijo Cristóbal y escasa comitiva y estando aún en Nuevo México muere en un enfrentamiento con tribus locales. En 1613 finalmente Juan de Oñate se presentó para enfrentar las acusaciones de haber usado una fuerza excesiva durante la rebelión en Acoma, así como otros numerosos cargos, entre los que destacó el vil asesinato de los capitanes Pablo de Aguilar y Alonso de Sosa Albornoz, encubiertos falsamente de ejecución por Gaspar de Villagrá. Fue juzgado y condenado por crueldad con los indígenas y colonos. Fue procesado por sus crímenes, exiliado, multado y privado de sus títulos. Se le desterró de Nuevo México a perpetuidad y de la Ciudad de México por cuatro años.
Pasó el resto de sus días tratando de limpiar su nombre, y, en segunda instancia, fue absuelto de todos los cargos. Con el tiempo, Oñate fue a España, donde el rey le nombró jefe de los inspectores de minería de toda España. Según la investigación de Eric Beerman titulada «The death of an old conquistador. New Light on Juan de Oñate» (publicada en la New Mexico Historical Review), murió en Guadalcanal, hoy provincia de Sevilla, el 3 de junio de 1626.
A veces se le refiere como «el último conquistador».: Título del libro 

## Valoración de Oñate
La figura de Juan de Oñate fue y sigue siendo controvertida. Por un lado, es recordado por sus labores de exploración y fundación de numerosas localidades, desde su participación en las campañas de su padre, hasta las hechas de forma independiente. Por otro lado, es firmemente condenado por los pueblos nativos americanos como figura representativa de la conquista europea del continente, así como de la represión a la que históricamente han sido sometidos, especialmente a raíz de los sucesos de Acoma durante la conquista de Nuevo México.
En el Centro de Recursos y Visitantes del Monumento de Oñate, localizado al noreste de Española, se erigió una estatua de bronce en su honor en 1994. En 1998, Nuevo México celebró el 400.º aniversario de su llegada. Ese mismo año, algunas personas que se opusieron a la erección de la estatua y a lo que representa, cortaron el pie derecho de la estatua en protesta a la mutilación de los guerreros acoma.
En 1997, la ciudad de El Paso contrató a un escultor, John Sherrill Houser, para que realizase una estatua del conquistador. La controversia sobre la estatua antes de su instalación fue el tema de la película documental The Last Conquistador, presentada en 2008 como parte de la serie de televisión P.O.V. de la PBS.
La ciudad de El Paso dio a conocer la estatua de 18 toneladas y 10 metros de altura en una ceremonia el 21 de abril de 2007. Según Houser, es la estatua ecuestre más grande y pesada (en bronce) del mundo. Algunos miembros de pueblos nativos de Nuevo México estuvieron presentes y protestaron la erección del monumento.
La Escuela Superior de Oñate («Oñate High School»), en Las Cruces, Nuevo México, fue nombrada en honor de Juan de Oñate.
El 16 de junio de 2020 tuvo lugar en Albuquerque (Nuevo México) un intento de derribo de su estatua conmemorativa en el marco de una ola de episodios violentos en EE. UU. derivados de las protestas por la muerte de George Floyd por parte de algunos sectores que relacionaban algunas figuras históricas con los abusos a la población nativa.